# Cool (låt)

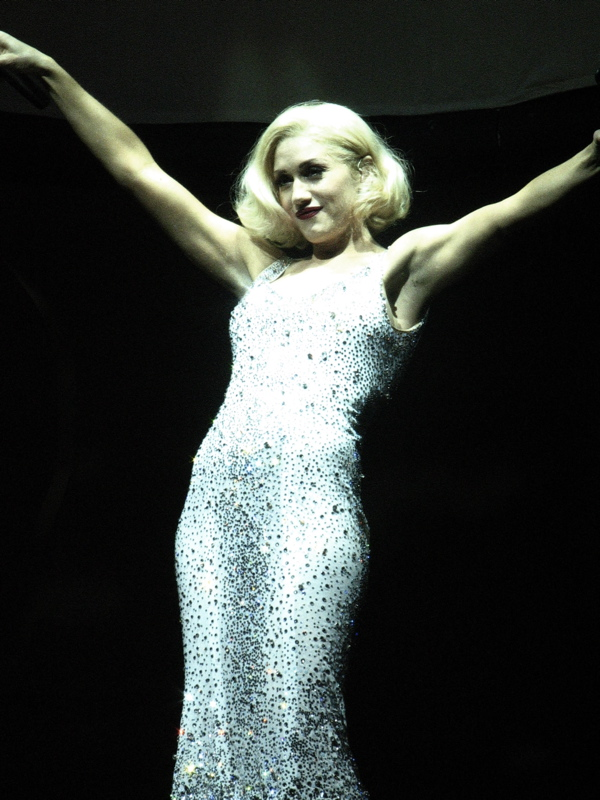
Gwen Stefani framför låten Cool under Harajuku Lovers Tour 2005

Cool är en låt av den amerikanska sångerskan Gwen Stefani från hennes debutalbum Love. Angel. Music. Baby.. Cool utgavs som singel i juli 2005. Den musikaliska stilen och produktionen var inspirerade av pop och New Wave från 1980-talet. Låtens text skildrar en relation där ett par har separerat, men fortfarande är "cool" med varandra som goda vänner.

## Låtlista
CD singel
1. "Cool" (Album Version) – 3:09
2. "Cool" (Photek Remix) – 5:49

CD maxi-singel
1. "Cool" (Album Version) – 3:09
2. "Cool" (Photek Remix) – 5:49
3. "Hollaback Girl" (Dancehollaback Remix av Tony Kanal med Elan) – 6:53
4. "Cool" (Video) – 4:06

12"-singel
A1. Cool (Richard X Remix) – 6:37
A2. Cool (Richard X Dub Mix) – 7:10
B1. Cool (Photek DJ Mix) – 6:34
B2. Cool (Photek Remix) – 5:49